# Modaladverbial
Modaladverbial oder Modalbestimmung ist in der deutschen Grammatik eine Bezeichnung für eine Bedeutungsklasse der Adverbiale, also einer Funktion von Satzgliedern. Der enthaltene Wortbestandteil „modal“ ist für sich genommen mehrdeutig. In der Germanistik bezieht sich die Bezeichnung Modaladverbial in der Regel auf „Modus“ im Sinne von „Art / Verfahrensweise“ (gemeint ist dann also nicht Modalität im Sinne von Möglichkeit oder Notwendigkeit). Modaladverbiale in diesem Sinn machen Angaben zur Art und Weise oder zur Intensität eines Vorgangs oder zu einigen weiteren verwandten Bedeutungskategorien. Die genaue Anzahl der Unterklassen wird unterschiedlich angegeben; jedenfalls ist der Begriff weiter gefasst als „Art und Weise“, nicht deckungsgleich damit.
In manchen Grammatiken begegnet ein ähnlich gelagerter Begriff modifikatives Adverbial, der enger eingegrenzt ist, aber auch nicht ausschließlich Art und Weise betrifft.
Wie es für Adverbiale generell der Fall ist, sind Modaladverbiale über ihre Bedeutungsfunktion definiert und können Ausdrücke verschiedener Wortarten umfassen. Häufig sind in dieser Funktion Präpositionalphrasen („mit großer Sorgfalt“), Nebensätze (sogenannte Modalsätze, z. B. „wie es sich gehört“) oder Adjektive („schnell, sorgfältig“ wie in „schnell/sorgfältig arbeiten“). Als Modaladverb (ähnlich: modifikatives Adverb) bezeichnet man ein Einzelwort gleichartiger Funktion, das im Gegensatz zu Adjektiven unveränderlich ist und sich auch sonst keiner anderen Wortart eindeutig zuordnen lässt, z. B. „flugs, blindlings, gerne“.

## Mehrdeutigkeit der Bezeichnung
Hauptsächlich wird die Bezeichnung Modaladverbial in einem Sinn verwendet, in dem modal sich von einem lateinischen Wort für „Art und Weise“ herleitet. In diesem Verständnis ergeben sich die weiter unten aufgeführten Untergruppen von Bedeutungen.
In geringerem Maß finden sich in der Literatur jedoch auch Verwendungen des Terminus „Modaladverbial“, mit der Begriffe der Modalität gemeint sind, etwa: „vielleicht, sicherlich, mit Sicherheit“ etc. (dies beruht auf einem anderen Sinn des Adjektivs modal, so wie er auch in den Wörtern „Modalverb“ oder eben „Modalität“ auftritt). Diese letztere Verwendung findet sich insbesondere bei einigen Autoren, die in der Tradition der IDS-Grammatik von Zifonun, Hofmann et al. (1997) stehen (wo die Modaladverbiale im Sinne dieses Artikels dagegen als „modifikative Adverbiale“ bezeichnet werden). Dieser Sprachgebrauch bewirkt allerdings, dass in der Fachliteratur zwei Bedeutungen kursieren, die in genau entgegengesetzte Adverbialklassen fallen: Modaladverbiale in der Standardbedeutung sind verbbezogene bzw. Situationsadverbiale, im Gegensatz zu Adverbialbedeutungen der Möglichkeit/Notwendigkeit, die Satzadverbiale sind.
Im vorliegenden Artikel wird nur die Deutung von „Modaladverbial“ als „Art und Weise und Verwandtes“ zugrunde gelegt.

## Formtypen
Die Bezeichnung Adverbial und insbesondere daher „Modaladverbial“ schließt beliebige Formen und Wortarten von Ausdrücken ein:
- Präpositionalphrasen, z. B. „mit hohem Tempo“,
- Nominalphrasen, z. B. „stolz erhobenen Hauptes (davongehen)“ (hier im adverbiellen Genitiv),
- Adverbialsätze, insbesondere hier Modalsätze: „...indem man mit dem Hammer draufhaut“,
- Adverbien: „blindlings, gerne“,
- Adjektive: „sorgfältig, schnell“.

Die letzteren Beispiele gehören nicht zur Wortart Adverb, weil diese Wörter flektierbar sind, vgl.: „schnelle Fahrt, sorgfältige Arbeit“. Es handelt sich also um Adjektive in adverbialer Funktion (siehe unter Adverb #Adverb und Adjektiv). Als Modaladverb bezeichnet man vor diesem Hintergrund also nur Einzelwörter, die als Modaladverbial dienen können und sich keiner anderen Wortart eindeutig zuordnen lassen.
Die verschiedenen bedeutungsmäßigen Unterklassen unterscheiden sich darin, in welchem Ausmaß die verschiedenen Formtypen darin vorkommen.

## Unterteilung der Bedeutungstypen
Modaladverbiale werden nach Bedeutungseigenschaften in verschiedene Untergruppen aufgeteilt. Eine allgemeine Charakterisierung, durch welche Eigenschaften diese Untergruppen zusammengehalten werden, bleibt in der Literatur oft aus, so dass die Modaladverbiale gegenüber den anderen Adverbialklassen eher als eine Restklasse erscheinen: Modaladverbiale sind dann Umstandsbestimmungen, die weder temporale, lokale noch kausale Bedeutung haben.
In jedem Fall handelt es sich um enger auf das Verb bezogene Angaben zu Eigenschaften von Ereignissen oder Zuständen, im Gegensatz zu den Satzadverbialen (wie „vielleicht, ehrlich gesagt“, die die Wahrheit/Falschheit oder Gewissheit der Aussage modifizieren oder auf die Äußerung als Sprechakt zielen) sowie zu den textbezogenen Adverbialen (wie z. B. „folglich“). Im Unterschied zu all diesen können Modaladverbiale meistens mit dem Fragewort „wie“ erfragt werden.

### Art und Weise
Für den Untertyp „Art und Weise“ wird in der Fachliteratur eine einheitliche Definition oft ebenso wenig versucht wie für die Kategorie der Modaladverbiale als ganze. Statt einer Definition werden oft wiederum Untertypen aufgelistet oder nur leichter definierbare Bedeutungstypen dagegen abgegrenzt.
Manchmal wird versucht, die Art-und-Weise-Modifikation damit zu erfassen, dass dadurch gewisse natürliche Arten von Ereignissen (event kinds) gebildet werden, somit untergeordnete Eigenschaften zu der Eigenschaft von Ereignissen, die die Verbbedeutung angibt. Dies steht dann im Gegensatz zu Maßangaben, Begleitumständen oder Lokalisierungen, die nur Angaben hinzufügen statt Unterarten zu bilden. Es fällt allerdings auf, dass vor allem manche Adverbiale, die äußerlich wie Lokaladverbiale aussehen, in ihrem Verhalten in den Bereich der Art und Weise hinüberreichen:
- „Sie schläft im Schlafsack.“

(Frage: „wie?“ / evtl.: „worin?“ / nicht unbedingt: „wo?“)
Eine Möglichkeit, Untertypen der Art und Weise zu unterscheiden, richtet sich danach, ob neben der Verbbedeutung auch noch  auf einen bestimmten Teilnehmer der Situation Bezug genommen wird:
- agentiv

Adverbiale, die den Vorgang im Hinblick darauf beschreiben, wie das Subjekt seine Handlung plant oder betreibt: „sorgfältig arbeiten“, „vorsichtig umrühren“.
- mental/emotional

Adverbiale, die eine psychische Komponente nennen, mit der das Subjekt seine Handlung begleitet: „ruhig und gelassen antworten“, „traurig schauen“, „freudig mit dem Schwanz wedeln“.
- resultativ

Adverbiale, die sich auf ein Resultat des Ereignisses und zusätzlich auf ein grammatisches oder mitverstandenes Objekt, etwa einen resultierenden Gegenstand, beziehen: „den Text ordentlich abschreiben“ (= die Abschrift des Texts ist ordentlich), „sich elegant kleiden“ (= die Kleidung, die man anlegt, wirkt elegant), „tief graben“ (= das Loch, das man gräbt, ist tief).
- rein verbbezogen

Adverbiale, die nicht zusätzlich auf Eigenschaften bei einem Teilnehmer verweisen, sondern nur auf Parameter der Verbbedeutung: „laut sprechen“, „schön singen“.
Angaben der Art und Weise erfolgen am häufigsten durch adverbiell gebrauchte Adjektive: „schnell fahren“, „sorgfältig arbeiten“ etc. Oft können hierzu auch Varianten mit Präposition und Substantiv gebildet werden: „schnell“ = „mit hohem Tempo“, „sehr sorgfältig“ = „mit großer Sorgfalt“. Ein anderer häufiger Typ von Präpositionalphrasen der Art und Weise sind solche, die die Substantive „Art“ bzw. „Weise“ explizit benutzen: „Er tanzt auf ziemlich unbeholfene Art.“ – „Ihr Name wird von verschiedenen Leuten auf alle möglichen Weisen ausgesprochen.“
Beispiele für Adverbien mit einer Bedeutung der Art und Weise sind: „kopfüber, blindlings, jählings, eilends, hinterrücks“. Ferner gibt es Nebensätze, die eine Art und Weise bezeichnen. Der häufigste Typ ist ein Nebensatz mit dem Relativadverb „wie“, z. B. „(so), wie die Lehrerin es ihr gezeigt hat“. Seltener sind Art-und-Weise-Adverbiale, die aus einer Nominalphrase in einem Adverbialkasus bestehen, wie in: „Unsicheren Schrittes ging er auf sie zu“.

### Instrumental
Unter der Rubrik Modaladverbiale werden oft auch Instrumentale aufgelistet. Meist handelt es sich hierbei um Präpositionalphrasen, etwa „mit einem Hammer“. Einfache Adverbien dieses Typs werden in der Literatur zum Deutschen nicht genannt. Instrumentale Adverbialsätze können mit der Konjunktion „indem“ gebildet werden, hierbei ist die Abgrenzung von Bedeutungen der Art und Weise jedoch schwierig. Bei Präpositionalphrasen ist die Abgrenzung klarer, obwohl in beiden Fällen die Präposition „mit“ erscheinen kann: Bei „mit“ der Art und Weise erscheinen jedoch abstrakte Substantive, bei Instrumentalen (und Komitativen) konkrete (vergleiche: „mit großer Sorgfalt / mit einem großen Hammer“).
In manchen Sprachen werden Instrumentale auch durch Deklinationsformen von Substantiven ausgedrückt, siehe den Artikel zum Kasus Instrumentalis. Die Einordnung besonders dieser Instrumentale ist unklar, da sie vielfach nicht als Umstandsangaben aufgefasst werden, sondern als Satzteile, die Teilnehmer des Ereignisses („Aktanten“ oder „Partizipanten“) einführen. Dies deckt sich allerdings nicht mit der Unterteilung zwischen Adverbial und Objekt, daher ist es möglich, sie in einer formalen Klassifikation trotzdem als Grenzfall der Adverbiale aufzufassen.

### Grad und Maß
Für die graduierende Untergruppe der Modaladverbiale ist vor allem die Wortart Adverb zuständig: „überaus, äußerst, einigermaßen, halbwegs, sehr, größtenteils, kaum, haufenweise“, sowie der Frageausdruck „wie (sehr)“.

Grad-Abstufung ist zwar typischer für die Wortart Adjektiv („groß / sehr groß / größer“), jedoch liegt auch manchen Verbbedeutungen eine Skala zugrunde, etwa eine Größenskala für die Veränderung bei „wachsen“:
- „Er ist sehr gewachsen“ (= Er ist sehr viel größer geworden).

Graduierung bei Verben kann auch Intensivierung bedeuten, die Skala hierfür kann für viele Verbbedeutungen zumindest inferiert werden:
- „Er hat sehr gelitten.“
- „Er hat sehr geschrien.“

Die Verwendung von „sehr“ mit dem Verb „leiden“ bezeichnet eine Intensität der Empfindung, die bei „leiden“ direkt die Verbbedeutung ist. Beim Verb „schreien“ entsteht eine Deutung als intensive Anstrengung oder hohe Lautstärke; dies sind Skalen, die aus der Bedeutung von „schreien“ erschließbar sind. Solche Intensivierung ist zu unterscheiden von Modifikation des Ausmaßes einer Situation, etwa:
- „Er geht viel spazieren“ (ähnlich zu: „Er geht oft spazieren“).

### Einstellung
Der Begriff Modaladverbial schließt traditionell auch Wörter ein wie etwa „gerne“, die in der Sprachwissenschaft heute eher als eigenständige Klasse identifiziert werden („Einstellungsadverbiale“ oder „Adverbiale der Subjekthaltung“ genannt), da sie andere grammatische Eigenschaften aufweisen als andere Modaladverbiale. Siehe hierzu auch im Artikel Adverbiale Bestimmung #Adverbiale im deutschen Mittelfeld. Weitere Beispiele aus dieser Bedeutungsklasse, die formal Adjektive sind, sind: „freiwillig, unabsichtlich“. Präpositionalphrasen in dieser Funktion sind: „mit Absicht, mit Bedauern, ohne große Hoffnung“.
Einstellungsadverbiale beziehen sich zugleich auch auf das Subjekt bzw. Agens des Satzes, worin sie manchen Art-und-Weise-Adverbialen gleichen (siehe oben). Dem Subjekt oder Agens wird hierbei eine propositionale Einstellung zugeschrieben und der Gegenstand der Einstellung ist das, was das Verb und der Restsatz ausdrücken:
- „Ich habe meine Tante immer sehr gerne besucht.“

= Ich mochte es, meine Tante zu besuchen.
- „Er ist mir absichtlich auf den Fuß getreten.“

= Er ist mir auf den Fuß getreten und er hatte dabei auch die Absicht, mir auf den Fuß zu treten.
- „Der Hund wird gern gestreichelt.“

Mehrdeutig:
1. = Der Hund mag es, gestreichelt zu werden (Subjektbezug)
2. = Die Leute streicheln ihn gern (Bezug auf das Agens, das im Passiv implizit ist).

### Begleitung und Begleitumstände
Als Komitative bezeichnet man Ausdrücke, die an einen Teilnehmer des Ereignisses angeschlossen werden und eine zusätzliche mitwirkende Person einführen, oder die Beteiligung einer solchen ausschließen. Häufig erscheinen hierfür Präpositionalphrasen mit „mit/ohne“. Bei Bezug auf einen Plural kann auch das Adverb „zusammen“ diese Konstellation ausdrücken. Beispiele:
- „Otto ging mit/ohne Anna ins Kino.“
- „Otto und Anna gingen zusammen ins Kino.“

Eine weitere Gruppe in der Umgebung dieser Bedeutungsklasse sind Adverbiale, die Begleitgegenstände sowie auch noch Begleitumstände bezeichnen, und ihre Gegenteile:
- „Er verließ das Haus mit / ohne Regenschirm.“
- „Er lief los, ohne auf den Verkehr zu achten“

## Die Bezeichnungsvariante „modifikativ“
In manchen Traditionen der Germanistik wird eine ähnliche Unterabteilung von Adverbialen unter der Bezeichnung modifikatives Adverbial angesetzt. Dies sind vor allem Arbeiten, die sich auf die Grammatik von Ulrich Engel (dort: „modifikative Angabe“ bzw. „Ergänzung“) sowie auf die IDS-Grammatik von Zifonun et al. (1997) („modifikatives Adverb(ial)“) beziehen.
In den hierbei angegebenen Übersichten zeigt sich, dass als modifikative Adverbiale solche der Art und Weise („sorgfältig“), der Einstellung („gerne“) und in der IDS-Grammatik teilweise auch Grad und Maß („ganz, total“) gemeint sind, hingegen werden Komitative und Instrumentale stets von dieser Klasse getrennt gehalten.